# Heinz Brinkmann
Heinz Brinkmann (* 24. Juni 1948 in Heringsdorf; † 4. April 2019 in Berlin) war ein deutscher Dokumentarfilm-Regisseur.

## Leben und Werk
Geboren als Sohn des Feinmechanikers und Kunsthandwerkers Heinrich und der Hausfrau Johanna Brinkmann, Tochter des Architekten Otto Ferdinand Saldsieder, besuchte Heinz Brinkmann nach der Grundschule Bansin ab 1963 die Maxim-Gorki-Oberschule in Heringsdorf auf der Insel Usedom. Bei der Maschinen-Traktoren-Station in Stolpe/Usedom erlernte er den Beruf eines Landmaschinenschlossers und legte 1967 das Abitur ab. Unmittelbar danach trat er ein einjähriges Kamera-Volontariat beim Deutschen Fernsehfunk in Ost-Berlin an und legte als Abschlussarbeit den Film Mein Milieu über Alt-Berliner Straßenzüge rund um den Alexanderplatz vor, die dem Neubau des Fernsehturms weichen mussten.
Von 1968 bis 1972 studierte er das Fach Kamera an der Deutschen Hochschule für Filmkunst „Konrad Wolf“ in Potsdam-Babelsberg und schloss mit einem Diplom ab.
Von 1972 bis 1973 wirkte er als wissenschaftlich-künstlerischer Lehrassistent an der Hochschule für Film und Fernsehen „Konrad Wolf“ in der Fachrichtung Regie und danach bis 1976 als Dozent für Kamera. Im Jahr 1975 erhielt er das Regie-Diplom. Von 1975 bis 1983 war Heinz Brinkmann als freiberuflicher Regisseur, Autor und Kameramann u. a. für die DEFA-Wochenschau Der Augenzeuge tätig. 1976 hospitierte er bei Benno Bessons Inszenierung von Die Hamletmaschine an der Volksbühne Berlin.
Im November 1976 gehörte Heinz Brinkmann zu den Mitunterzeichnern der Petition gegen die Ausweisung Wolf Biermanns.
Egon Schlegel holte ihn 1977 als Regieassistent für die Produktion des DEFA-Spielfilms Das Pferdemädchen. In den Jahren 1977 und 1978 assistierte Brinkmann auch am Maxim-Gorki-Theater bei Thomas Langhoffs Inszenierung „Sommernachtstraum“.
Von 1983 bis 1991 arbeitete Heinz Brinkmann als Regisseur im DEFA-Studio für Dokumentarfilme, u. a. auch für die Reihe DEFA-Kinobox.
Ab 1991 war Heinz Brinkmann als freischaffender Regisseur und Autor tätig. Er gehörte zu den Mitbegründern des Mecklenburg/Vorpommern Film e. V. und des Schweriner FilmKunstFestes in den Jahren 1990/1991. Von 1991 bis 2006 fungierte Brinkmann als Vorsitzender des Mecklenburg/Vorpommern Film e. V. In dieser Eigenschaft wirkte er als Miterbauer der Film- und Videowerkstätten im Landesfilmzentrum Schwerin und im Film- und Medienzentrum in Wismar. In den Jahren 2002 bis 2004 war Heinz Brinkmann der Projektleiter der Xenos Media Mecklenburg/Vorpommern und leistete als Dozent medienpädagogische Arbeit für Schüler, Lehrer und Sozialarbeiter.
Heinz Brinkmanns Filme liefen auf vielen Festivals u. a. in Leipzig, Berlin, Solothurn, Marseille, München, Schwerin, Bombay, Lübeck und Bornholm. Sein Film Usedom – Der freie Blick aufs Meer war Bestandteil des Programms Berlinale Special der Internationalen Filmfestspiele Berlin 2018.
Am 24. Juni 2018 wurde Heinz Brinkmann anlässlich seines 70. Geburtstags für sein filmisches Lebenswerk die Ehrenbürger-Würde des Ostseebads Heringsdorf verliehen. Die DEFA-Stiftung präsentierte am 2. Juli 2018 im Berliner Kino arsenal eine Auswahl seines dokumentarischen Schaffens.
Seine letzte Ruhestätte fand Heinz Brinkmann am 20. Mai 2019 auf dem Friedhof des Ostseebades Heringsdorf.

## Filmografie (Auswahl)
- 1972: Weberinnen (Kamera)
- 1973: Moment musical (Kamera/Regie), mit Karl Heinz Lotz
- 1974: Alltag mit Widerständen
- 1983: Unser Zeichen ist die Sonne (zusammen mit Johanna Kleberg, Rolf Schnabel, Günther Seigewasser, Horst Winter, Günter Wittenbecher, Werner Wüste)
- 1984: Von der Kraft des Liedes – Entscheidungen im Leben des Komponisten Eberhardt Schmidt
- 1985: DEFA-Kinobox 45/1985 – Otto Niemeyer Holstein
- 1986: Kerschowski – Ansichten eines Rocksängers
- 1987: Miss-Wahl
- 1987: DEFA-Kinobox 57/1987 – Ostseebox
- 1988: Die Karbidfabrik
- 1989: Selliner Fotograf
- 1990: Ich sehe hier noch nicht die Sonne
- 1990: Vorwärts und zurück
- 1990: Komm in den Garten (mit Jochen Wisotzki)
- 1991: Waldschlösschen
- 1991: Der letzte Abstich
- 1992: Das Feld brennt (mit Rainer Ackermann / Karl Heinz Lotz)
- 1992: Moment musical 92 (mit Karl Heinz Lotz)
- 1992: Das vorläufige Leben des Grafen Kiedorf
- 1993: Schloss Rossewitz
- 1993: Usedom. Ein deutsches Inselleben, Teil 1
- 1993: Guten Tag wie geht es ihnen? (mit Günter Gaus)
- 1994: Der Irrgarten
- 1995: Horno und anderswo
- 1997: Endstation … ? – Jugendliche im Strafvollzug
- 1997: Die Weihe der Gottlosen Kinder
- 1997: Akt(e) Peenemünde
- 1998: Die Stute auf dem Grasdach. Deutsche Auswanderer in Chile
- 2003: Hinter den Bergen. Ein Heimatfilm
- 2004: Peenemünde. Bilder einer Denkmallandschaft
- 2005: Insellicht. Usedomer Bilder
- 2005: Operation Revival. Gefangen im Barther Bodden
- 2006: Die Wartburg-Story. Vom Traumauto zum Kultauto (zusammen mit Heiner Sylvester)
- 2007: Denkmal – Landschaft Peenemünde
- 2008: Sechs Tage, Sechs Nächte. 100 Jahre Berliner Sechstagerennen
- 2012: Fallwurf Böhme. Die wundersamen Wege eines Linkshänders
- 2018: Usedom – Der freie Blick aufs Meer
- 2018–2020: Bis zur letzten Runde / Ulli Wegner – Der Film (zus. m. Heiner Sylvester, Endfertigung)

## Auszeichnungen
- 1984: Nationalpreis der DDR für Kunst und Literatur für die Dokumentation Unser Zeichen ist die Sonne (zusammen mit Johanna Kleberg, Rolf Schnabel, Günther Seigewasser, Horst Winter, Günter Wittenbecher, Werner Wüste)
- 1990: Preis der Kurzfilm-Jury auf dem 1. Schweriner Filmfestival 1990 für Vorwärts und zurück
- 1990: 33. Internationale Leipziger Filmwoche für Dokumentar- und Animationsfilm: Silberne Taube für Komm in den Garten
- 1990: 33. Internationale Leipziger Filmwoche für Dokumentar- und Animationsfilm: Preis des Interessenverbandes Filmkommunikation, der Findlingspreis für Komm in den Garten
- 1991: 6. Internationales Dokumentarfilmfestival München: Lobende Erwähnung für Komm in den Garten
- 1993: 2. Preis des Kurzfilmwettbewerbs auf dem 3. Filmfestival in Schwerin 1993 für Moment musical 92
- 2018: Ehrenbürger des Ostseebads Heringsdorf

## Zitat
„‚Komm’ in den Garten‘ hieß die von spielerischem Vergnügen wie von subversivem Humor geprägte Arbeit der Regisseure Heinz Brinkmann und Jochen Wisotzki, die im Herbst 1989 gerade zur rechten Zeit herauskam, um dem Coming out der vom System Erniedrigten und Beleidigten zu einem filmischen Signal zu verhelfen. Drei Outcasts des DDR-Sozialismus, als Journalist, als Philosoph und als Maler gescheitert, aber gerade darum sich selbst treu geblieben, zeigen in verabredeten Situationen ihre Lebenssituation vor und vermitteln damit die damalige Proteststimmung auf ganz persönliche Weise.“

„Am 15. Juli 1988 wird ‚Die Karbidfabrik‘ – ohne die inkriminierten drei Worte – staatlich zugelassen, der Progress-Film-Verleih bestellt fünfzehn Kopien, für jeden DDR-Bezirk eine. Der Film läuft auf Festivals in Neubrandenburg und Leipzig und wird in einer Sondervorführung vor Offizieren des DDR-Ministeriums für Verteidigung in Strausberg diskutiert. Die loben seine Ehrlichkeit und klagen bei dieser Gelegenheit über veraltete Militärtechnik und fehlende Investitionen. Ab Anfang 1989 soll ‚Die Karbidfabrik‘ offiziell im Kino zu sehen sein. Doch plötzlich tritt noch einmal der Generaldirektor von Buna auf den Plan, nunmehr mit eiskalten Füßen. Vor einer Aufführung im fast leeren Kulturhaus in Schkopau hat er seine Untergebenen instruiert, sich entschieden gegen den Film zu wehren. Ihn selbst stört jetzt fast alles, besonders aber der Satz aus dem Munde eines Arbeiters: ‚Wir sind froh, wenn wir wieder gesund nach Hause kommen.‘ Mit so was grabe das Defa-Team ‚die Startlöcher für die Konterrevolution‘.“

## Fachpublikation
- Der Weißstorch, Ciconia c. ciconia L., auf der Insel Usedom – Beiträge zur Nahrungs- und Brutökologie, 1. Mitteilung: Ergebnisse der Storchenzählung 1962–1966, mit drei Abbildungen, Co-Autor: Axel Kramer, Beiträge zur Vogelkunde, Leipzig 1973, Heft 19, S. 17–35.